# 콧수염타마린
콧수염타마린(Saguinus mystax)은 신세계원숭이에 속하는 타마린의 일종이다. 스픽스콧수염타마린으로도 알려져 있다. 흰코를 지닌 검은 타마린으로 갈색을 띤 등과 흰 콧수염을 지니고 있다.
콧수염타마린은 브라질과 페루의 열대 숲에 분포한다. 이들의 먹이는 주로 과일이며, 수지와 곤충을 먹기도 한다.
콧수염타마린은 2종의 아종이 있다.
- 스픽스콧수염타마린 (Saguinus mysyax mystax)
- 흰궁둥이콧수염타마린 (Saguinus mystax pluto)